# Православный паломник
«Православный паломник» — единственный ежемесячный журнал-путеводитель, который издается Русской православной церковью. Выходит с 2001 года по благословению святейшего патриарха Московского и всея Руси Алексия II. Издатель — АНО «Паломнический центр».
Идея создания журнала принадлежала митрополиту Смоленскому и Калининградскому Кириллу (ныне патриарху Московскому и всея Руси), курировавшему деятельность Паломнического центра.

## Содержание
Журнал рассказывает об истории паломничества, о новых маршрутах и об опыте, который обретают в паломничестве современники.
«Наша задача — помочь человеку открыть для себя святые места, вернуть тот дух паломничества, который был у наших предков», — говорил первый главный редактор журнала митрополит Рязанский и Михайловский Марк.
В каждом номере появляются материалы о христианских святынях в разных уголках мира. На страницах журнала можно прочитать об интересных и уникальных маршрутах, получить практические советы по организации поездок по святым местам. Особое место занимают рассказы паломников, их опыт посещения святых мест.

Святые места, храмы, обители, даже развалины древних храмов обладают благодатной силой воздействия на человека независимо от чьей-либо воли, санкций или запретов, ибо являются материальным свидетельством Божьего присутствия в мире.— Патриарх Кирилл
Над созданием журнала работают профессиональные журналисты, в подготовке материалов принимают участие священнослужители и общественные деятели со всего мира.
Журнал одобрен Синодальным информационным отделом Русской православной церкви. Материалы журнала используются учителями как воскресных, так и общеобразовательных школ на уроках «Основы православной культуры».
С 2017 года журнал выходит в онлайн-формате.

## Редакция
В редакционный совет в разное время входили: митрополит Смоленский и Калининградский Кирилл (ныне патриарх Московский и всея Руси Кирилл); епископ Егорьевский Марк (ныне митрополит Рязанский и Михайловский Марк); Я. Н. Щапов, доктор исторических наук, член-корреспондент РАН, председатель и почётный член Императорского православного палестинского общества; Н. Н. Лисовой, доктор исторических наук; Р. Б. Рыбаков, доктор исторических наук, директор Института востоковедения РАН; Ю. А. Веденин, доктор географических наук, директор НИИ культурного и природного наследия Министерства культуры РФ; В. А. Воропаев, доктор филологических наук, профессор МГУ им. М. Ю. Ломоносова; В. П. Гребенюк, доктор филологических наук, генеральный директор Российского гуманитарного научного фонда; В. П. Козлов, руководитель Федерального архивного агентства; В. Н. Крупин, секретарь Союза писателей РФ; В. П. Нерознак, доктор филологических наук; В. М. Гуминский, доктор филологических наук; А. В. Назаренко, доктор исторических наук и другие видные деятели науки.